# Argo Chasma
Argo Chasma (łac. Kanion Argo) – kanion na Charonie, odkryty w 2015 r. przez amerykańską sondę New Horizons i nazwany w 2018 r. przez Międzynarodową Unię Astronomiczną od okrętu, którym Jazon i argonauci wyruszyli po złote runo.
Kanion ma około 700 km długości oraz 9 km głębokości.